# Carl von Brühl

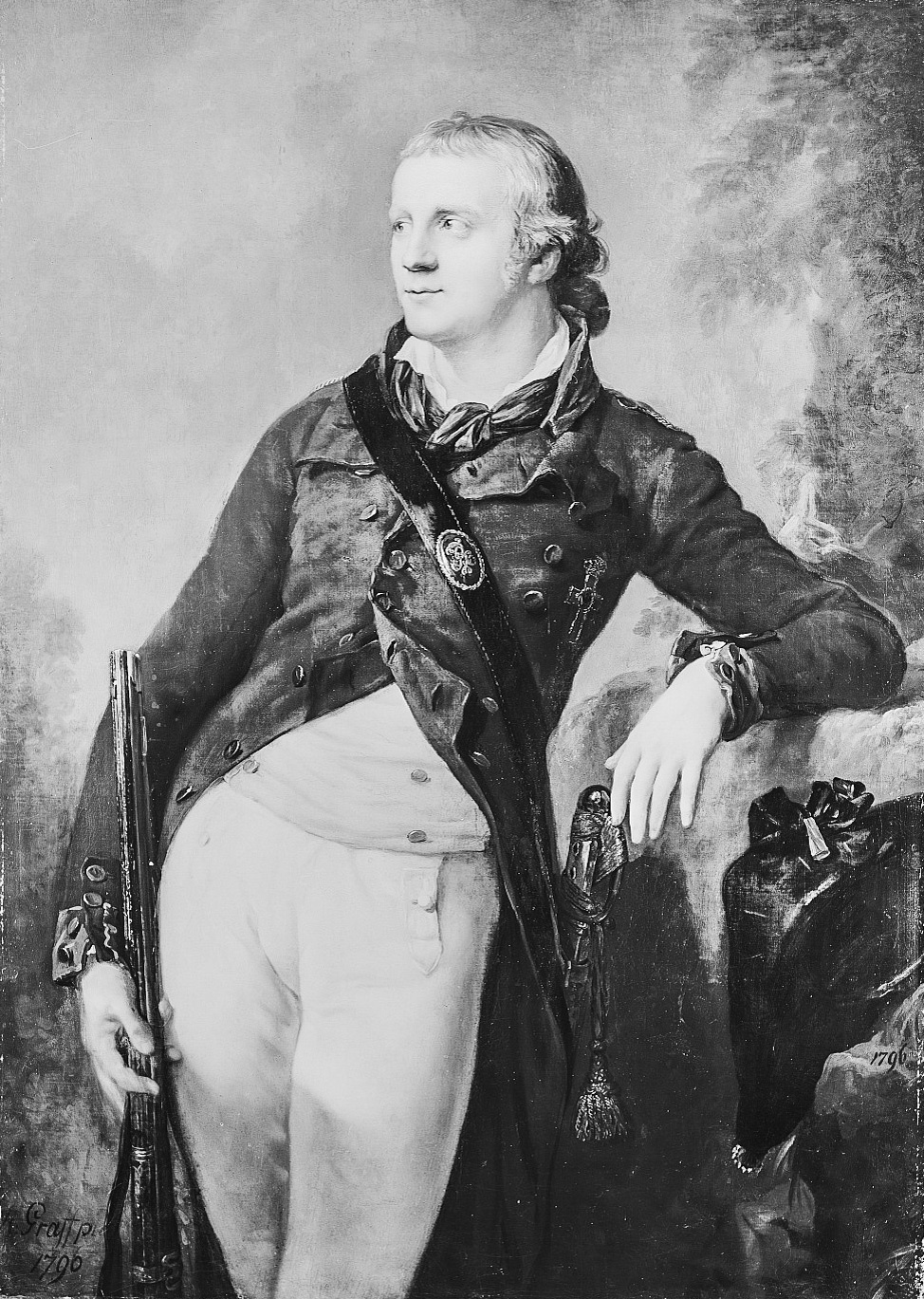
Carl Graf von Brühl; Gemälde von Anton Graff, 1796

Carl Friedrich Moritz Paul Graf von Brühl, auch Karl von Brühl (* 18. Mai 1772 in Pförten; † 9. August 1837 in Berlin), war königlich-preußischer Wirklicher Geheimer Rat, Generalintendant der Schauspiele und der Museen in Berlin. Von 1809 bis zu seinem Tod war er Mitglied der Sing-Akademie zu Berlin.

## Leben

### Herkunft
Carl Graf von Brühl entstammte dem thüringischen Uradelsgeschlecht Brühl. Er wurde 1772 als der Sohn des in preußischen Diensten stehenden Generalchausseebauinspektors von Brandenburg und Pommern Hanns Moritz Graf von Brühl (1746–1811) und dessen Ehefrau Christina (auch Johanna Margarethe Christine), geborene von Schleyerweber und Friedenau (1756–1816) geboren. 

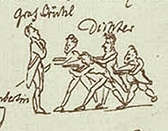
Carl Graf von Brühl als Intendant auf dem Kunzschen Riss von E. T. A. Hoffmann

 Sein Onkel war der Schriftsteller Alois Friedrich Graf von Brühl; die Brühlsche Terrasse in Dresden erinnert an seinen Großvater Heinrich Graf von Brühl, den kurfürstlich-sächsischen und königlich-polnischen Premierminister. Nach dem Tod seiner Mutter Christina „Tina“ von Brühl übernahm er 1816 den Seifersdorfer Besitz.
Eine ihm wie eine Schwester nahestehende Cousine war Marie von Clausewitz, geborene Gräfin von Brühl, die Ehefrau des preußischen Generals und Militärtheoretikers Carl von Clausewitz.

### Jugendzeit und Studium
Schon in frühen Jahren interessiert sich Carl von Brühl für die Künste und Naturwissenschaften. Seine Eltern erkannten die Intelligenz des Jungen und bemühten sich frühzeitig um eine gute Erziehung. Er sprach sehr zeitig Französisch und malte sehr viel. So auch Skizzen von Schlössern, Burgen, Kirchen auf seinen Reisen. Durch seine Eltern lernte er schon frühzeitig Johann Wolfgang von Goethe kennen. Dieser unterrichtete ihn später in Mineralogie. Auch Johann Gottfried Herder und Christoph Martin Wieland zählten zu Carl von Brühls Lehrern, der unter anderem in der Musik und der Malerei große Fertigkeiten zeigte. Trotzdem entschied sich Carl von Brühl für ein Studium der Forstwissenschaften. Im Jahr 1796 trat er als Forstreferendar in den preußischen Staatsdienst ein. Ab Herbst 1798 war er ein ganzes Jahr in Weimar, während dessen er auch als Schauspieler auftrat. Dort pflegte er einen sehr herzlichen Umgang mit Herzogin Anna Amalia von Weimar und deren Sohn, aber auch mit Goethe.

### Generalintendant in Berlin
1800 trat er seinen Dienst als Kammerherr am preußischen Hof an. An den Befreiungskriegen 1813 nahm er als Freiwilliger teil. 1814 war er Kommandant von Neuchâtel, wo er seine spätere Frau Jenny von Pourtalès kennenlernte. 

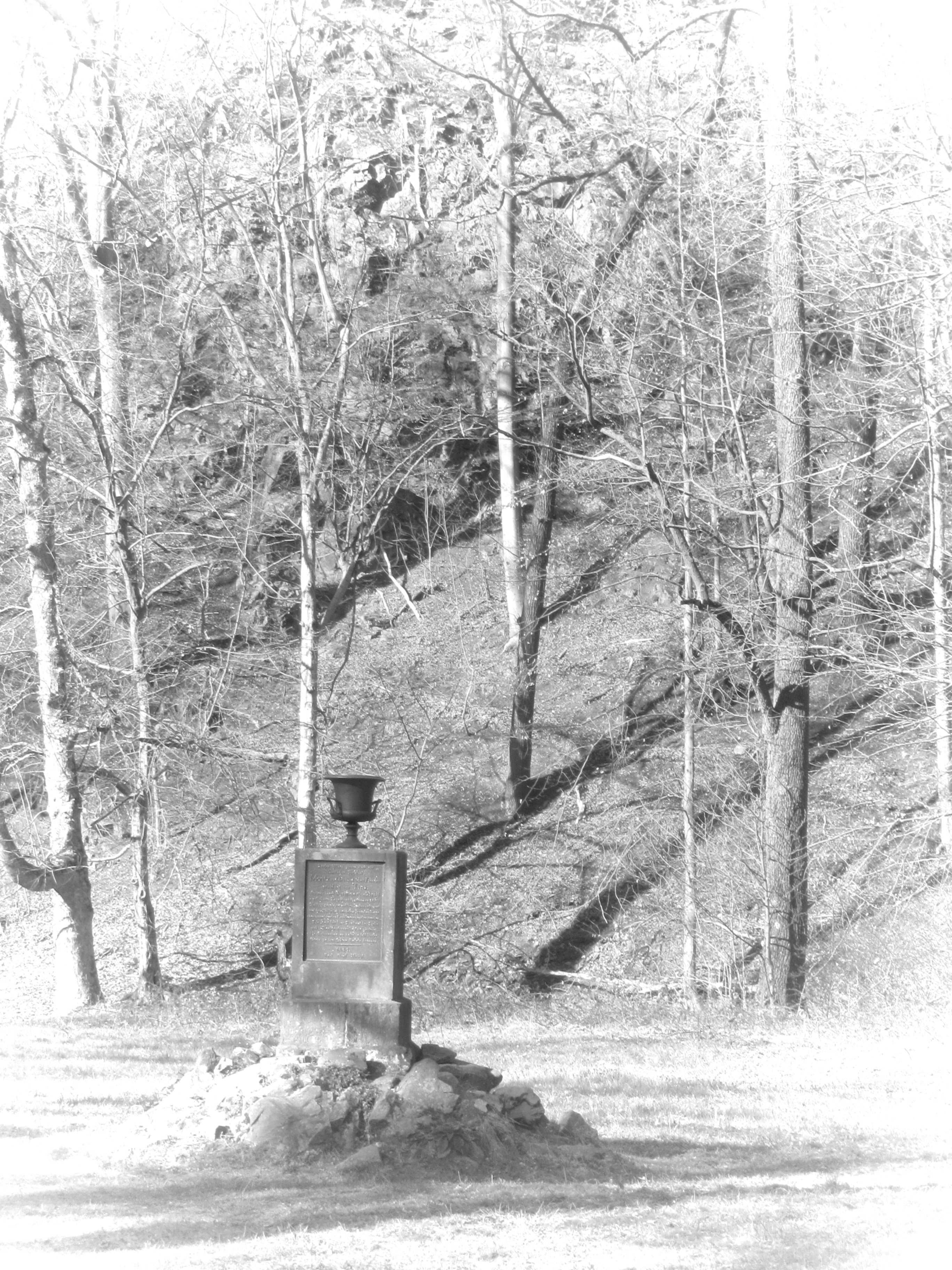
Moritz und den ländlichen Freuden – gewidmet von Tina Gräfin von Brühl

Nach seiner Zeit beim Militär wurde Carl von Brühl 1815 der Nachfolger August Wilhelm Ifflands als General-Intendant der Königlichen Schauspiele in Berlin. Er engagierte hier unter anderem die Schauspieler Amalie Wolff-Malcolmi, Pius Alexander Wolff und Ludwig Devrient. Ein Brand zerstörte das Schauspielhaus am Gendarmenmarkt. Dieses wurde von Karl Friedrich Schinkel wieder aufgebaut und im Mai 1821 mit Iphigenie von Johann Wolfgang von Goethe wiedereröffnet. Brühl und Goethe standen in regem Kontakt. So bat er Goethe inständig, dass er den Prolog zur Eröffnung des Schauspielhauses am 26. Mai 1821 dichtete. Dieser Bitte kam Goethe sehr gern nach. Während der Brühlschen Intendanz wurden auch Bühnenbilder von Karl Friedrich Schinkel zur Aufführung gebracht.
Carl Maria von Weber stand in regem Briefwechsel mit Carl von Brühl und bat in einem Brief vom 12. August 1819 um einen Besuch in Seifersdorf und darum, ihm seine Oper (damals noch mit dem Titel „Die Jägersbraut“) übersenden zu dürfen. Den Titel Freischütz gab Carl von Brühl der Oper, die am 18. Juni 1821 unter seiner Intendanz die Welturaufführung erlebte. Der Freischütz war die erste deutsche Oper, die in Berlin zur Aufführung kam. Die Aufführung hatte großen Erfolg unter dem einfachen Volk, jedoch vom „Hof“ wurde diese abgelehnt. Bald schon zeichneten sich jedoch Differenzen mit dem italienischen Komponisten und Dirigenten Gaspare Spontini und dem Hof ab, die sich bald auf Carl von Brühls Gesundheit auswirkten. Er verfiel in eine „tödliche Krankheit“, sodass schließlich seinem Gesuch auf Entlassung 1828 entsprochen wurde. Zahlreiche Reisen durch Süd- und Westdeutschland, Frankreich und die Schweiz führten zu einer Genesung Carl von Brühls, der schließlich 1829 zum Generalintendanten der Museen in Berlin ernannt wurde.

Als Generalintendant der Museen bewohnte Carl Graf von Brühl mit seiner Familie in unmittelbarer Nachbarschaft zur Berliner Museumsinsel das heutige Magnus-Haus am Kupfergraben. 

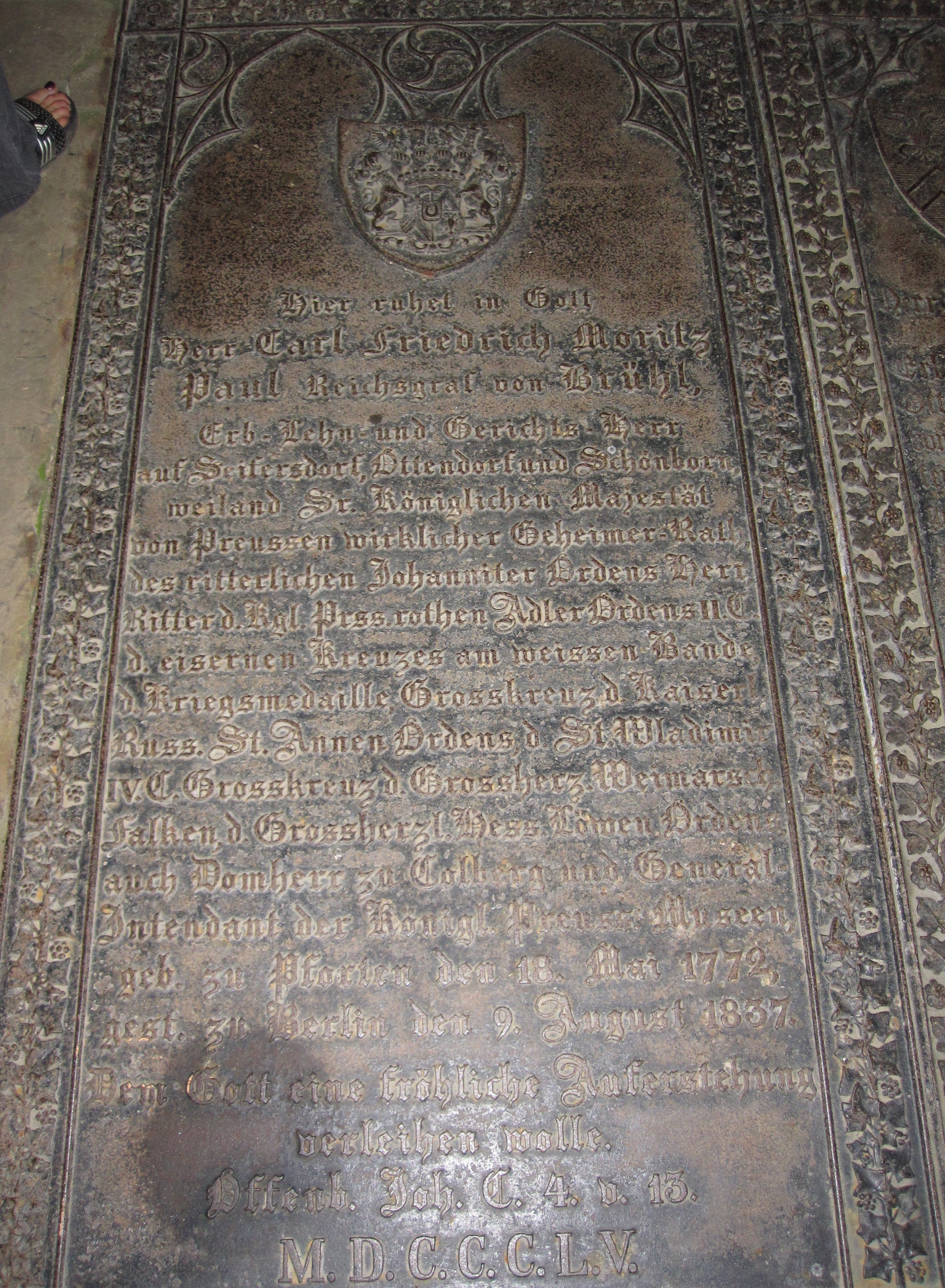
Gruftplatte von Carl Graf von Brühl in der Seiferdorfer Kirche

1828 war für ihn ein schweres Jahr. Sein ältester Sohn Moritz verstarb an Scharlachfieber in Seifersdorf. Daraufhin wurde er krank und trat in diesem Jahr als Intendant der königlichen Theater zurück.
"Der härteste Verlust, welchen die Berliner Bühne aber treffen konnte, war der Rücktritt des Grafen Brühl. Als im Jahre 1828 Graf Brühl seinen ältesten Sohn*, ein Kind voller Hoffnung, der Eltern Glück und Freude verlor, verfiel er in eine Krankheit, welche die Seinigen mit banger Furcht erfüllte. Nur mühsam erholte er sich wieder, und das Gefühl, seinem Amte nicht mehr die gewohnte Thätigkeit widmen zu können, bestimmte ihn, den König um seine Entlassung aus diesem Wirkungskreise zu bitten, die ihm auch wurde. Er schied mit der Anerkennung des Monarchen und Aller, welche sein unermüdetes Streben kannten; auch die ungeheuchelte Liebe und Verehrung der sämmtlichen Mitglieder der königlichen Schauspiele, welche in ihm so viele Jahre ihren Chef verehrt hatten, gab sich auf die wärmste Weise kund.
Ein längerer Aufenthalt in Seifersdorf, wie eine später unternommene Reise nach dem südlichen Deutschland und in die Schweiz gaben nach und nach die verlorene Ruhe und Heiterkeit der Seele wieder. Im Jahre 1830 ernannte ihn der König zum Generalintendanten der Museen."

### Seifersdorf
Brühl und seine Familie nannten Seifersdorf ihr „Eldorado“ und reisten meist in den Theaterferien nach dort, während sie im Winter überwiegend in Berlin lebten.
Karl Friedrich Schinkel besuchte den Grafen auf seinem heimatlichen Schloss und Gut in Seifersdorf bei Dresden und entwarf Pläne für einen Umbau, welcher in den Folgejahren stattfand. 1822 wurde auf Geheiß von Carl Graf von Brühl an der Südseite von Schloss Seifersdorf die Tafel „Eine veste Burg ist unser Gott. MDCCCXXIII“ angebracht. „So schien ihm das Haus am besten geweiht.“
Brühl führte die von seiner Mutter, Christina von Brühl 1781 begonnene Arbeit bei der Ausgestaltung des Seifersdorfer Tal bei Dresden nach ihrem Tod fort. Das Denkmal „Moritz und die ländlichen Freuden – gewidmet von Tina“ ließ Carl 1833 auf der Tanzwiese im Tal errichten.
Seine Cousine Marie von Clausewitz, geborene Gräfin von Brühl starb 1836 in Dresden und wurde in Seifersdorf provisorisch beigesetzt. Später wurde sie in Breslau neben ihrem Gatten begraben.
Brühl selbst starb 1837 in Berlin und wurde in der Familiengruft in der Kirche von Seifersdorf bei Radeberg neben seinen Eltern Hans Moritz und Christina von Brühl beigesetzt.

## Familie
Als Kommandant hielt er sich 1814 in Neuchâtel auf, wo er im Oktober die Gräfin Jenny von Pourtalès (* 23. November 1795; † 12. März 1884), Tochter des Paul Gabriel de Pourtalès (1766–1856) und der Joséphine Guibert, heiratete. Aus dieser Ehe gingen mehrere Kinder hervor, darunter:
- Friedrich Wilhelm Ludwig Karl Moritz († 1828)
- Johann George Wilhelm Karl Gebhard von Brühl, Legationssekretär (* 27. April 1818; † 27. November 1858) ⚭ Gräfin Ludmilla Gabriele Maria von Renard (Tochter von Andreas Maria von Renard) (* 28. August 1830; † 16. Januar 1894). Deren Sohn Karl von Brühl (1853–1923) war der letzte Seifersdorfer Graf.
- Alexander Nikolaus Georg Albrecht (* 28. September 1821; † 30. März 1892) ⚭ Adelheid Wilhelmine Mathilde von Katte (* 31. Juli 1830; † 10. April 1910)
- Auguste Caroline Luise Elisabeth (* 19. Oktober 1827; † 5. September 1901), Hofdame von Königin Elisabeth Ludovika von Preußen[6][7] ⚭ 20. September 1851 Alfred Bonaventura von Rauch (1824–1900), preußischer General der Kavallerie und Generaladjutant der Deutschen Kaiser
- Emilie Henriette Mathilde Anna (* 15. Juli 1835; † 28. Juli 1918) ⚭ 12. August 1862 Alexander von Pfuel (1825–1898), Ritterschaftsrat und Herr auf Jahnsfelde, Sohn des Friedrich Heinrich Ludwig von Pfuel. Sie waren die Großeltern des Curt-Christoph von Pfuel.